# 플 시리즈
플 시리즈(일본어: プルシリーズ)는 애니메이션 《기동전사 건담 ZZ》, 소설 및 OVA 《기동전사 건담 UC》에 등장하는 가공의 인물들의 총칭이다. 네오지온군의 뉴타입 파일럿이다.

## 같이 보기
- 기동전사 건담 ZZ
- 기동전사 건담 UC